# Марк Херений (консул 93 пр.н.е.)
Марк Херений (на латински: Marcus Herennius) e политик на късната Римска република.
Той e homo novus и пръв от фамилията си Херении през 93 пр.н.е. е избран за консул заедно с Гай Валерий Флак. Херений успява да спечели изборите против конкурента си Луций Марций Филип. Цицерон го споменава като посредствен, но старателен с добър латински оратор.